# José Ángel Iribar
José Ángel Iribar Cortajarena (* 1. März 1943 in Zarauz, Gipuzkoa, Spanien) ist ein ehemaliger spanisch-baskischer Fußballspieler und -trainer. Als Torhüter spielte Iribar für CD Baskonia, Athletic Bilbao und die spanische Fußballnationalmannschaft.
1962 wechselte Iribar zu Athletic Bilbao und entwickelte sich dort zu einem der besten Torhüter der Primera División. Er wurde bereits 1964 spanischer Nationaltorhüter. Mit seinem Club gewann er 1969 und 1973 die Copa del Rey (damals noch Copa del Generalísimo) und erreichte 1977 das UEFA-Pokalfinale. Iribar wurde 1970 mit dem Trofeo Zamora als Torhüter mit den wenigsten Gegentoren in der Vorsaison ausgezeichnet.
Insgesamt absolvierte Iribar 49 Länderspiele für sein Land. Er nahm an der Weltmeisterschaft 1966 teil und stand bei allen Vorrundenspielen, darunter die 1:2-Niederlage gegen die Bundesrepublik Deutschland, im Tor. Sein größter Erfolg dürfte wohl der Gewinn der Europameisterschaft 1964 gewesen sein.
Im Dezember 1976, vor dem Ligaspiel gegen Real Sociedad, hissten Iribar und Sociedads Spielführer Ignacio Kortabarria die Ikurriña (die Flagge des Baskenlandes) im Mittelkreis. Das war das erste öffentliche Zurschaustellen der Flagge seit dem Tod von General Franco. Iribar beendete seine Karriere 1980 nach 466 Ligaspielen für Athletic und wechselte in den Trainerstab. Von 1983 bis 1986 trainierte er die zweite Mannschaft Bilbaos in der Segunda División und in der Saison 1986/87 die erste Mannschaft. Seit 1999 trainiert Iribar die baskische Fußballauswahl.
Für viele ist er der beste baskische Torhüter aller Zeiten und außerdem eine Symbolfigur von Athletic Bilbao.
| Personendaten    | Personendaten                          |
| ---------------- | -------------------------------------- |
| NAME             | Iribar, José Ángel                     |
| ALTERNATIVNAMEN  | Iribar Cortajarena, José Ángel         |
| KURZBESCHREIBUNG | spanischer Fußballspieler und -trainer |
| GEBURTSDATUM     | 1. März 1943                           |
| GEBURTSORT       | Zarauz, Gipuzkoa, Spanien              |